# Samoregulujący się modułowy reaktor jądrowy moderowany wodorem
Samoregulujący się modułowy reaktor jądrowy moderowany wodorem, HPM (od ang. Hyperion Power Module) – koncepcyjny reaktor jądrowy, w którym stosowany jest wodorek uranu, zaproponowany w latach 60. XX wieku przez naukowców z Los Alamos National Laboratory, a rozwijany przez firmę Gen4 Energy (wcześniej: Hyperion Power Generation (HPG)). Prototyp reaktora ma powstać do 2030 roku.

## Budowa i działanie
Planowana moc elektryczna wynosi 25–30 MW, przy mocy cieplnej 70 MW i pracy przez okres 5 lat.
Nominalna temperatura pracy reaktora to około 550 °C. Właściwości wodorku uranu powodują, że powyżej tej temperatury z paliwa wydziela się wodór, co powoduje zmianę moderacji i samoregulację reaktora przez zmniejszenie mocy. Z uwagi na paliwo jądrowe (wzbogacenie 19,75%; umieszczone w zestawach ze stali nierdzewnej HT-9) zamknięte w osłonach ceramicznych reaktor tego typu uważa się za bezpieczny w trakcie awarii, co oznacza, że niemożliwe jest w nim stopienie rdzenia. Gdy temperatura rdzenia spadnie poniżej nominalnej temperatury pracy, wodór ponownie wiąże się z uranem, wznawiając reakcję łańcuchową. Nadmiar wydzielonego gazu uwalniany jest do otwartej przestrzeni komory reaktora, gdzie wiązany jest przez wodorek innego metalu, na przykład zubożonego uranu. Ostatnim zabezpieczeniem reaktora przed wzrostem temperatury rdzenia i nadmiarem wodoru w komorze jest zawór bezpieczeństwa, który po przekroczeniu zadanego ciśnienia uwalnia wodór poza zbiornik reaktora. Reaktor ma być umieszczony w ochronnej obudowie pod ziemią, co dodatkowo ma zwiększać jego odporność na awarie oraz działania zależne od człowieka.
Pierwotnie miał nie posiadać mechanizmu wsuwania i wysuwania prętów kontrolnych. Producent opisuje jednak, że reaktor ma posiadać trzy systemy kontroli reaktywności (wszystkie oparte na węgliku boru): system awaryjnego wyłączania (6 prętów), system kontroli (12 prętów), zapasowy system wyłączania (wrzutnia kulek z węgliku boru). Nie posiada on też złożonego układu czujników i kontroli, typowych dla reaktorów konwencjonalnych.
Chłodziwem ma być ciekła eutektyka ołowiu i bizmutu (wymaga ona kontroli poziomu tlenu, mogącego powodować korozję). Chłodziwo to nie reaguje z powietrzem, wodą, stalą ani betonem. Wysoka temperatura wrzenia ogranicza możliwość uwolnienia substancji radioaktywnych poprzez parowanie. Ciśnienie robocze zbliżone do ciśnienia atmosferycznego ogranicza zagrożenie niekontrolowanego wyrzutu chłodziwa poza obręb reaktora.
W przypadku kontrolowanego wyłączenia ciepło powyłączeniowe odbierane jest przez zrzut pary wodnej normalną ścieżką przepływu chłodziwa. Bierny układ awaryjnego chłodzenia reaktora stanowi naturalna cyrkulacja chłodziwa przez rdzeń reaktora. Może być ona wspomagana przez grawitacyjny zrzut wody ze zbiornika awaryjnego na osłonę reaktora i odbiór ciepła poprzez parowanie wody. Może to zapewnić odbiór ciepła przez dwa tygodnie bez angażowania energii i działań z zewnątrz.
W pełni modułowa, autonomiczna konstrukcja ma pozwolić na zamknięcie reaktora w fabryce, przetransportowanie na miejsce użytkowania i zwrot do fabryki po 7–10 latach użytkowania w celu wymiany paliwa lub demontażu.

## Historia
Użycie wodorku uranu jako paliwa jądrowego opatentował R. E. Magladry. Stos jądrowy z wodorkiem wzbogaconego uranu opisali w 1960 roku w czasopiśmie Nuclear Engineering & Science trzej amerykańscy naukowcy: G. A. Linenberger, J. D. Orndoff i H. C. Paxton. Konstrukcję takiego reaktora przedstawili Otis Peterson i Robert Kimpland z Los Alamos National Laboratory. Wyłączne prawa do rozwoju i komercjalizacji technologii kupiła od rządu USA firma Hyperion Power Generation, w ramach transferu technologii i porozumieniu o wspólnych badaniach.
W 2008 list intencyjny dotyczący zakupu 6 reaktorów podpisano z firmą TES Group. W przypadku udanej eksploatacji firma mogłaby zamówić 50 sztuk HPM. Hyperion Power Generation szacował światowe zapotrzebowanie na 4000 jednostek. Szacowana w 2009 roku cena jednostkowa reaktora wynosiła 50–75 mln USD.
W 2012 firma zmieniła nazwę na Gen4 Energy.
Pod koniec 2015 roku firma zakończyła pracę nad koncepcją eksperymentalnej platformy do testów nad naturalną cyrkulacją chłodziwa (natural circulation experimental facility), która powstała na zlecenie Departamentu Energii Stanów Zjednoczonych. Przewiduje on powstanie prototypu reaktora do 2030 roku w Savannah River (porozumienie w tej sprawie podpisano w 2010 z Savannah River Nuclear Solutions).